# もっきり屋の少女
『もっきり屋の少女』（もっきりやのしょうじょ）は、つげ義春による漫画作品。1968年（昭和43年）8月に、『ガロ』（青林堂）に発表された全16頁からなる短編漫画作品である。

## 概要
つげの代表作のひとつで「旅もの」の系譜に分類される作品。旅ものの7作目になる。『沼』、『紅い花』などに登場した未成熟なおかっぱの少女が登場する。小品ながら、大人になる前の少女の持つ特有のエロスと、つげ独自の叙情性が感じられる作品。
つげは『オンドル小屋』以降、平均するとひと月に一作のペースで作品を仕上げており、途中3か月ほど休止期間を置くが、その期間は作品の取材旅行に充てていた。1967年から1968年はほとんど休みなく新作を描き継いできた最も充実した時期である。
1966年から『沼』（1966年2月）、『海辺の叙景』（1967年9月）、『紅い花』（1967年10月）、『オンドル小屋』（1968年4月）と立て続けに少女を描いてきたつげは、直後に『ねじ式』（1968年6月）、『ゲンセンカン主人』（1968年7月）と肉感的な中年女性を登場させるが、その翌月にはこの作品で再びおかっぱの少女を描いた。しかし、ここではおかっぱの少女は『沼』、『紅い花』の観念的なものとは異なる、現実的、肉感的な存在としてもはや無垢な存在ではなく、リアルに描かれることとなった。

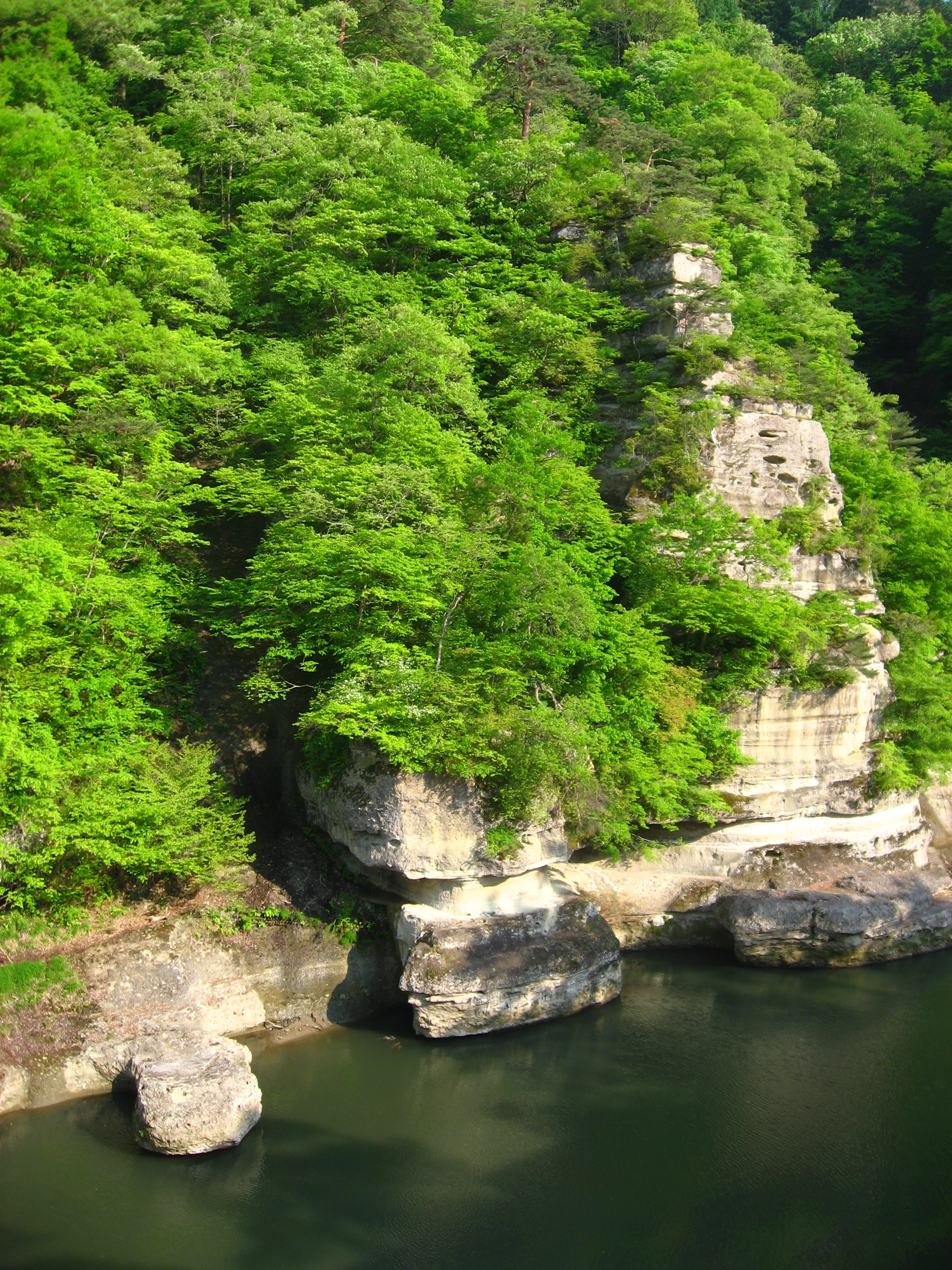
塔の岪 - 1966年につげは会津の塔の岪に旅した際、茶屋の軒下の暖簾に書かれていた会津地方の方言に大変興味を持ち、それを手帳に書き写したものが、のちに作品に結実した。

1966年につげは会津の塔の岪に旅したが、このときに味噌おでんを食べた小さな茶屋の軒下の暖簾に書かれていた会津地方の方言に大変興味を持ち、それを手帳に書き写した。そのうちの2、3箇所の一部をこの作品に使っている。特に「むげいのおどっつあはきぐしねくてやんだおら」（向かいの家のお父さんはものの道理が分からなくて私はいやだ）は、ほぼそのまま使った。当初、つげはこの旅行の際のエピソードを使って『方言について』というタイトルで描くつもりで『ガロ』にも予告していたが、やめてこの作品に結実させた。ちなみにこの『方言について』という作品は、お土産の手拭いに書かれていた会津の方言のヒントにして着想された4頁ないしは8頁の作品で、上段に絵があり、下段に方言についてのエッセイらしきものが書かれた物語性の少ない絵物語のようなものだったらしいが、結局マンガじゃないと描く気が起こらないという理由で完成しなかった。
またこの作品には、1967年4月には友人の立石慎太郎と旅館寿恵比楼を再訪した際に、『紅い花』のモデルにもなった宿の少女が「どてらを着て寝ると切ない」といった言葉を、もっきり屋の少女、コバヤシチヨジのセリフとして利用している。つげ自身はこの作品では、方言というよりも言葉の使い方に対する興味で描いている。例えば、コバヤシチヨジが何度も、何を聞いても「みじめです」を繰り返すが、こうした単純な言葉で自分自身の気持ちを現すということ、こうした言葉と意識の関係を念頭に置いたと述べている。最後のほうのシーンで主人公の青年が「ほんとうはこの土地の言葉づかいに興味を持っただけなのさ」という部分は言葉と意識に対してつげなりの答えとして出たセリフであるとも述懐している。
この作品は、1968年6月頃に描き上げ、『ガロ』8月号に発表されたが、9月にはつげは九州に蒸発してしまう。

## あらすじ

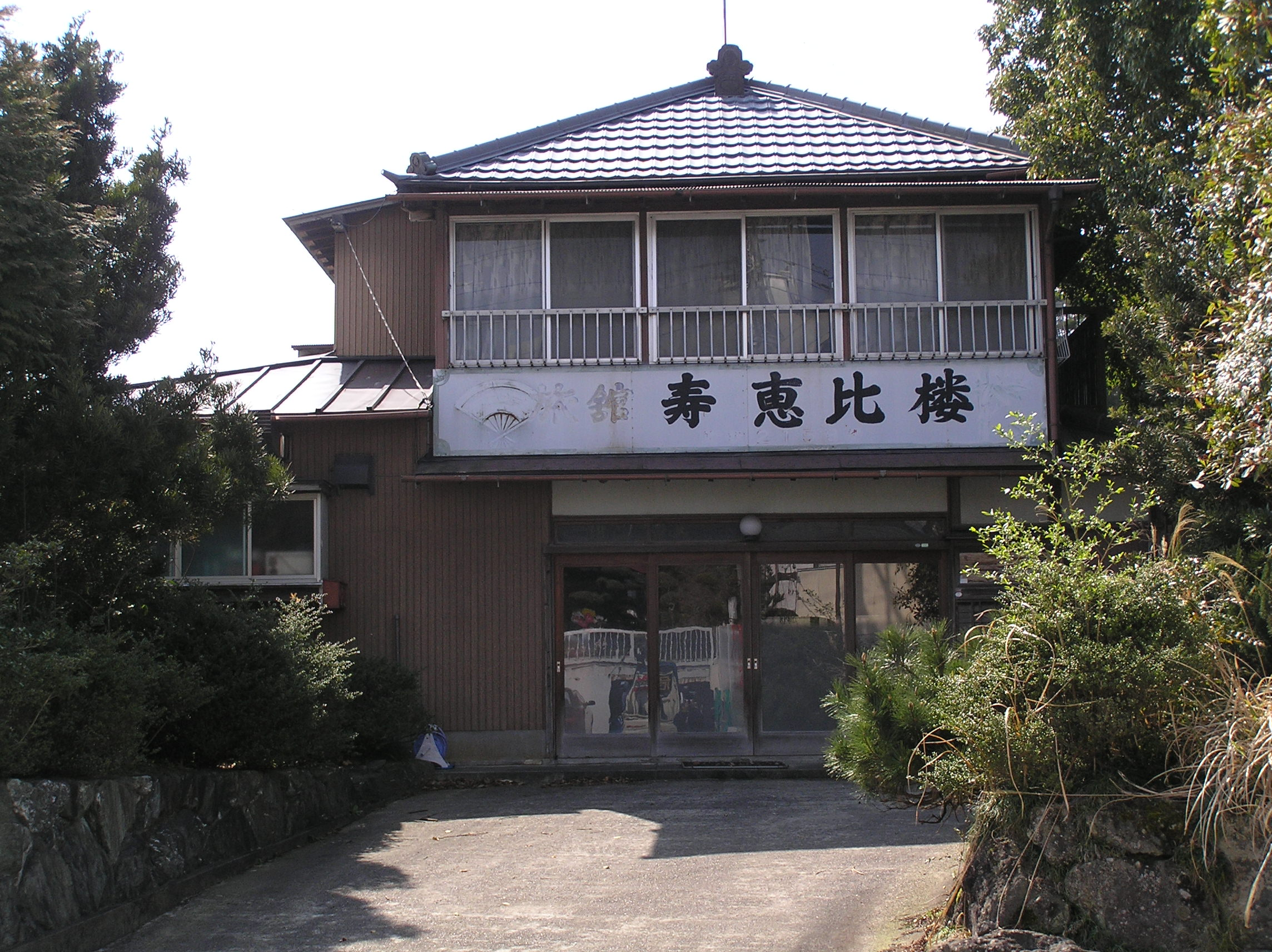
『紅い花』のモデルにもなった寿恵比楼旅館の少女が「どてらを着て寝ると切ない」といった言葉を、『もっきり屋の少女』のコバヤシチヨジのセリフとして利用した。

方言に興味を持ち旅に出た青年は、かやぶき屋根の居酒屋でおかっぱ頭の少女、コバヤシチヨジに出会う。1銭5厘で買われてきたと話すチヨジは、客の青年相手に自分自身の境遇を「みじめです」と告白する。青年は悪酔いし、居酒屋の部屋で寝ているとずいぶん店が騒々しい。覗いてみると、チヨジはいつの間にかやってきた2人組の客に乳首を触らせていた。それは、チヨジがほしがっている赤い靴を賭けた行為であった。快感に5分間平気な顔で耐えられたら、買ってもらえるのだが、チヨジはいつも負けているらしい。
青年はこの土地の言葉遣いに興味を持っただけで「もともと考えることなどなかったのだからね」と釣竿を握って月夜の中へ立ち去ろうとする。あとからは、店内から「さあ、チヨジもう一度いくか」の声とともに「それ、頑張れチヨジ！」の掛け声が聞こえてきた。真似をして「頑張れ、チヨジ！」」と左手を上げながら立ち去る青年…。

## 作品の舞台
少女チヨジの言葉遣いは、会津の方言をベースとしたものであるが、舞台がどこであるかは作者により明らかにされていない。また、チヨジの言葉も作者によりある程度脚色されているものと推測される。つげが会津を旅したのは、1967年の10月以来幾度もに及ぶが、この作品を発表するきっかけになった旅は最初の1967年の体験に発すると推測される。2回目は1970年であり、すでに作品発表後である。高野慎三は、当時新宿十二社の高野の自宅で未発表作に終わった『方言について』という作品の構想をつげから聞いている。前述の塔の岪で買った手ぬぐいに書かれた会津の方言に関心を抱いたつげは「方言を使って漫画が描けないかなあと考えたんだけど、難しくてね。だから違う方法でやってみたいんだけど、どうかな」と言った。高野は賛意を表したが、つげは「形はいいが、面白い方言が見つからない。8頁くらいなら何とかなる」というので、高野は『ガロ』に前述の通り予告まで出したが未発表に終わった。だが、全く違う形で従来のストーリー漫画の作風に最初に思い描いたエッセンスを織り込む形で作品化したのが『もっきり屋の少女』であった。

## 評価
- 高野慎三 - 『ゲンセンカン主人』の翌月だっただけに少なからず驚かされた。『ゲンセンカン主人』に接したとき、今後は観念性の強い作風に移行するのではと思わせ、またそのような自閉的領域に突入するとしばらく作品の発表を中断するかもしれないと思わせた。久しぶりのおかっぱ少女の登場だが、もはや無垢な存在ではなく、にわかに＜女＞の存在を主張し始める。チヨジがより肉感的になっているのは、作者と少女の距離を如実に物語っている。少女は、観念的存在から現実的存在へと変貌を遂げた[1]。